# كارين إرفينغ
كارين إرفينغ (بالإنجليزية: Karen Irving)‏ (2 أكتوبر 1957، فيكتوريا في كندا)؛ روائية كندية.